# Marie-Andrée Lamontagne
Marie-Andrée Lamontagne, née en 1958, est une écrivaine, éditrice, journaliste et traductrice québécoise,.

## Biographie
Marie-Andrée Lamontagne détient un baccalauréat en études anciennes, en 1987, et une maîtrise en études françaises de l'Université de Montréal, en 1992.
Lamontagne fait paraître un livre d'artiste, Prière, aux Éditions du Silence en 1996. Elle publie un recueil de poésie, Les fantômes de la Pointe-Platon, aux Éditions du Noroît en 2008. Elle a fait paraitre quatre romans chez Leméac; Vert, en 1998, Entre-mondes, en 2003, Uns, avec Philippe Borne, en 2008, L'homme au traîneau en 2012. Elle a publié un essai Un nœud de plaisir, chez Novalis et Bayard en 2005, et dirigé l'ouvrage collectif Montréal, la créative, paru chez les Éditions Héliotrope et Autrement.
Elle a dirigé deux anthologies chez les Éditions Fides, Une année culturelle au Devoir, 1999-2000 et75 ans, en 2001 et 2012, et une troisième anthologie, Noëls d'écrivains, chez Médiaspaul, en 2010. Elle a fait paraitre une autobiographie, La méridienne, chez Leméac en 2004, et une biographie d'Anne Hébert, Anne Hébert, vivre pour écrire aux Éditions du Boréal en 2019. Cet ouvrage lui a valu le prix du meilleur livre francophone en histoire des femmes décerné par la Société historique du Canada 2020: « En s’appuyant notamment sur un nombre considérable de témoignages oraux (plus de 80 entrevues menées entre 2005 et 2015) et sur la correspondance d’Anne Hébert et de ses proches, Marie-Andrée Lamontagne offre une biographie riche et nuancée d’une écrivaine singulière », une biographie qui, en tout, aura pris quinze ans à écrire.
Lamontagne a également publié de nombreux textes et critiques en revues littéraires, au Québec et en France, notamment dans les revues Liberté, L’inconvénient, L’atelier du roman, La Traductière, Argument, la NRF, Le Nouveau Recueil, Argument et La Revue littéraire    
De 1998 à 2003, Lamontagne a dirigé les pages culturelles du quotidien québécois Le Devoir. Elle a été éditrice littéraire aux Éditions Fides, membre du comité de rédaction de la revue parisienne La Traductière, et de la revue montréalaise Argument, et tient la rubrique de littérature étrangère à la revue L’Inconvénient ,. Elle a animé l’émission littéraire Parking nomade, à Radio VM. Elle a été chroniqueuse invitée au Salon littéraire de l’émission Bien entendu, animée par Stéphan Bureau, sur la première chaîne de Radio-Canada. Elle est directrice générale, programmation et communications, du Festival littéraire international de Montréal Metropolis Bleu.

## Œuvres

### Poésie
- Les fantômes de la Pointe-Platon, Montréal, Éditions du Noroît, 2008, 83 p.  (ISBN 978-2-89018-632-3)

### Roman
- Vert, Montréal, Leméac, 1998, 188 p.  (ISBN 2-7609-3209-5)
- Entre-mondes, Montréal, Leméac, 2003, 126 p.  (ISBN 2-7609-3251-6)
- Uns, Philippe Borne, Marie-Andrée Lamontagne, Montréal, Leméac, 2008, 565 p.  (ISBN 978-2-7609-3304-0)
- L'homme au traîneau, Montréal, Leméac, 2012, 250 p.  (ISBN 9782760933538)

### Essai
- Un nœud de plaisir, Montréal, Novalis ; Paris, Bayard, 2005, 127 p.  (ISBN 2-89507-657-X)
- Montréal, la créative, sous la direction de {Marie-Andrée Lamontagne, Montréal, éditions Héliotrope ; Paris, Autrement, 2011, 128 p. {ISBN|978-2-923511-33-7}}

### Traduction
- « Livre des jours 1 », « Livre des jours 2 » (avec Philippe Abadie), « Histoire de Thobit » (avec Aldina da Silva), « D'après Matthieu » (avec André Myre) dans La Bible, Paris, Bayard, 2001.

### Biographie
- La méridienne, Montréal, Leméac, 2004, 116 p.  (ISBN 2-7609-6509-0)
- Anne Hébert, vivre pour écrire, Montréal, Éditions du Boréal, 2019, 558 p.  (ISBN 9782764621424)

### Anthologies
- Une année culturelle au Devoir, 1999-2000, sous la direction de Marie-Andrée Lamontagne, Montréal, Éditions Fides, 2001, 299 p.  (ISBN 2-7621-2291-0)
- Noëls d'écrivains, sous la direction de Marie-Andrée Lamontagne, Montréal, Médiaspaul, 2010, 292 p.  (ISBN 978-2-89420-826-7)
- 75 ans, Montréal, sous la direction de Marie-Andrée Lamontagne, Éditions Fides, 2012, 79 p.  (ISBN 9782762131444)

### Livre d'artiste
- Prière, Montréal, Éditions du Silence, 1996,  (ISBN 2-920180-40-1)

## Prix et honneurs
- 2020 -  Prix du meilleur livre francophone en histoire des femmes de la Société historique du Canada pour Anne Hébert. Vivre[4]